# Рафед Зіад Ель-Масрі
Рафед Зіад Ель-Масрі (араб. رافد زياد المصري, нім. Rafed El-Masri, 10 серпня 1982) — німецький плавець сирійського походження.
Учасник Олімпійських Ігор 2004, 2008 років.
Переможець Азійських ігор 2006 року.